# Circa instans
Le Circa instans est un traité médiéval composé dans le milieu de l'école de médecine de Salerne entre 1150 et 1170, et traditionnellement attribué à Matthieu Platearius. Il s'agit d'un recueil de matière médicale (végétale, animale et minérale) dont les chapitres sont organisés dans un ordre alphabétique peu rigoureux. Le nom donné à l'œuvre est issu des deux premiers mots du prologue : « Circa instans negotium de simplicibus medicinis nostrum versatur propositum, […] ».
L'histoire du texte reste assez obscure, et l'on sait peu de choses de son origine, de son auteur ou de ses sources. Mais le traité a connu un grand succès et une large diffusion : il a été recopié dans un nombre important de manuscrits et traduit dans de nombreuses langues vernaculaires (français, allemand, néerlandais, anglais, italien, catalan, provençal et peut-être même danois).
Le Circa instans, qui traitait initialement d'environ 250 simples, a été étendu et développé à l'aide d'autres sources vers la fin du XIIIe siècle dans le Tractatus de herbis. Ce texte, qui contient entre 500 et 900 chapitres selon les versions, a été ensuite traduit en français au XVe siècle sous le nom de Livre des simples médecines, œuvre dont on connait pas moins de 25 manuscrits.